# WADD – The Life & Times of John C. Holmes
WADD – The Life & Times of John C. Holmes ist ein US-amerikanischer Dokumentarfilm aus dem Jahr 1998 über das Leben des 1988 an Aids verstorbenen Pornodarstellers John Holmes.

## Handlung
Der Film ist eine Dokumentation über den Auf- und Abstieg von John C. Holmes. Er zeigt viele Ausschnitte aus Klassikern mit Holmes als Darsteller wie beispielsweise aus The Rise of the Roman Empress mit Cicciolina oder aus The Private Pleasures, dem einzigen Gay-Film mit Holmes. Der Film enthält zudem viele Interviews mit Meinungsführern der amerikanischen Pornoindustrie, wie beispielsweise Larry Flynt, John Leslie und Ron Jeremy.

## Auszeichnungen
- 2003: AVN Award – Special DVD Recognition Award (Wesley Emerson)
- 1999: SXSW Film Festival – SXSW Competition Award Documentary Feature (Wesley Emerson)

## Wissenswertes
- John Holmes’ Aufstieg und Fall dienten Paul Thomas Anderson in seinem Film Boogie Nights als Vorlage für die Figur des Eddie Adams alias Dirk Diggler.
- Der Film sorgte am Chicagoer Underground Filmfestival im Jahr 1998 für Aufregung.